# DNA微陣列
DNA微陣列（DNA microarray）又稱DNA陣列或DNA芯片，比較常用的名字是基因芯片（gene chip）。是一塊帶有DNA微阵列（microarray）的特殊玻璃片或矽晶圓片，在數平方公分之面積上佈放數千或數萬個核酸探針；檢體中的DNA、cDNA、RNA等與探針結合後，藉由螢光或電流等方式偵測。經由一次測驗，即可提供大量基因序列相關資訊。它是基因组学和遗传学研究的工具。研究人員應用基因芯片就可以在同一時間定量的分析大量（成千上万个）的基因表現，具有快速、精確、低成本之生物分析檢驗能力。

## 生產方式
基因晶片的製作方式基本可分為以下幾型：

### 斯坦福型
由美國史丹佛大學開發的cDNA 阵列的製作方法，將預先合成好的核酸探針佈放於玻片載體上。
優點：設計較長的探針長度可增加專一性。
缺點：晶片密度較光罩法低，並須有良好的保存設計。
這種方法又可分為點製法與印製法。
點製法是小規模生產或實驗室自製的低密度晶片，以機械手臂上帶有毛細作用的細微刻痕的鋼針，將核酸探針溶液點放於玻片或聚酯纖維膜上。成本低廉，適合探針數少或製造需求量不大的狀況。
印製法是從噴墨印表機的方式變化而來，用加熱氣泡的方式將核酸探針置於玻片上, 使用製作~3萬點的基因晶片；例如PhalanxJet。

### 原位合成法
原位合成（in situ synthesised），將核苷酸分子依序列利用不同方法控制化學反應, 一個一個接上去形成核酸序列, 快速生產精準(定位準確且位向均一)、超高密度 (100萬-200萬點)晶片. 合成法主要有二種, 一種為利用噴墨技術, 將核苷酸如墨水般, 噴入特定位置進行固相合成 (solid phase phosphoramidite chemistry), 另一種為使用電子晶片製作的光刻法（Photolithography），利用光罩控制反應光化學反應進行合成. 噴墨合成技術因合成時只需輸入座標與核酸序列, 不需前置成本, 所以應用彈性高, 主要合成探針長度為60-mer以上, 且因反應體積大更可合成至300-mer用於合成生物學用途.  光刻法由於製程、光罩成本、光照反應效率等因素，這種方法做出的探針長度約在25-mer以下,因探針短所以同一個基因需要多個探針對應，以避免誤判。噴墨合成技術使用廠商有 Agilent, 光刻法使用廠商主要有 Affymetrix、Roche NimbleGen (Nimblegen已於2013年停止生產晶片)等。

### 微珠佈放法
Illumina公司有其獨特的微珠陣列，將核酸探針製作於微小顆粒上，再將其佈放於特製玻片。

### qPCR array
在96孔或384孔標準PCR盤或384孔微流體盤中，預先合成好即時PCR引子與探針，將檢體注入後以定量PCR方式進行反應與偵測分析。分析量比傳統晶片少，屬於低密度陣列，但兼具準確定量與定性；並且設備與技術門檻低，一般分子生物實驗室即可自行操作。
新的中密度qPCr array：OpenArray是Applied Biosystems（應用生命系統公司，隸屬於Life Technologies集團）產品，在玻片大小的疏水性基板中分為數十個矩陣區域；矩陣內為親水性表面的微孔，有一組預先合成好的引子與探針。現有的規格是每片玻片有12*4（48）個矩陣區域，每個區域為8*8（64）孔。預計2012年有新的12K晶片與專用機台上市。

## 原理
DNA微陣列的核心原理為兩股DNA之間的雜交，透過互補的核酸序列配對專一性在互補的核酸鹼基對間產生氫鍵鍵結。在核苷酸序列中大量互補的鹼基對以非共價鍵鍵結方式的兩股更緊密地結合。雜交後洗去非專一性鍵結序列，只留下有效配對的兩股。目標序列上產生螢光訊號在探針序列上，建立於在雜交條件(例如溫度)和雜交清洗後鍵結。訊號的總強度來自一個點，取決於目標樣品與該點結合探針的量。微陣列利用相對定量，比較相同訊號強度在不同條件下和已知位點的訊號強度。

微阵列原理

## 種類

### 已商業化的晶片
DNA微陣列（DNA-microarray）:檢測樣本的genomic DNA，作為基因型別鑑定之檢測。
cDNA微陣列（cDNA-microarray）:或稱expression array，將樣本中的mRNA轉為cDNA後進行檢測，作為基因表現程度之檢測與比較。
miRNA微陣列（miRNA-microarray）:檢測miRNA相關的基因調控機制。
ChIP-chip :chromatin immunoprecipitation on chip
高通量核酸定序晶片：合併特殊PCR反應及微陣列偵測技術轉作為基因定序之用。
臨床檢測微管晶片：將低密度微陣列附於特製檢驗管底部，用以檢測特定病原或癌症指標的試劑組。
CGH晶片：染色體晶片（array Comparative Genomic Hybridization，aCGH或稱Chromosomal Microarray Analysis，CMA）
SNP晶片：可檢測基因多型性（Polymorphisms）。
基因甲基化晶片:檢測DNA被甲基化修飾程度。

### 近商業化或開發中的晶片
電子定序晶片：結合奈米電機與電子學做為快速高通量核酸定序用的晶片。
微流體學（microfluidics）之臨床診斷用晶片。

## 外部連結
- 中的“Gene Expression”
- 中的“Micro Scale Products and Services for Biochemistry and Molecular Biology”
- 中的“Products and Services for Gene Expression”
- 中的“Online Services for Gene Expression Analysis”
- PLoS Biology Primer: Microarray Analysis（页面存档备份，存于）
- Rundown of microarray technology
- Microarray - How does it work?（页面存档备份，存于）
- PNAS Commentary: Discovery of Principles of Nature from Mathematical Modeling of DNA Microarray Data（页面存档备份，存于）
- DNA microarray virtual experiment（页面存档备份，存于）